# Léon de Catane
Pour l’article homonyme, voir Saint Léon.
Saint Léon de Catane ou Léon le thaumaturge († 789), est un saint sicilien, évêque de la ville de Catane au VIIIe siècle. Il est réputé pour avoir accompli des miracles, en particulier des guérisons. Sa mémoire est célébrée le 20 février.

## Biographie
Léon est né vers 710 à Ravenne. Il renonce à un riche héritage pour entrer dans les ordres. Il entre chez les bénédictins à Reggio de Calabre. Les habitants de Catane ayant besoin d'un nouvel évêque viennent le chercher. Mais il refuse. Face à l'insistance de la population, il cède et se rend à Catane. La Sicile fait alors partie de l'Empire byzantin qui à cette période condamne le culte des images. Mais le nouvel évêque s'oppose à l'autorité impériale sur ce point. Il doit fuir la ville et se réfugier dans la montagne, vivant dans une grotte et se déplaçant, « protégé par le peuple qui le soutient contre ces lois de l'Empire ». Après plusieurs années, il peut enfin rentrer dans sa ville et reprendre son poste d'évêque.
De son vivant, il est déjà « renommé pour sa bienveillance et sa charité envers les pauvres et les vagabonds », ainsi que pour des dons de thaumaturge,.
Il meurt à Catane le 20 février 789,.

## Notoriété et Culte

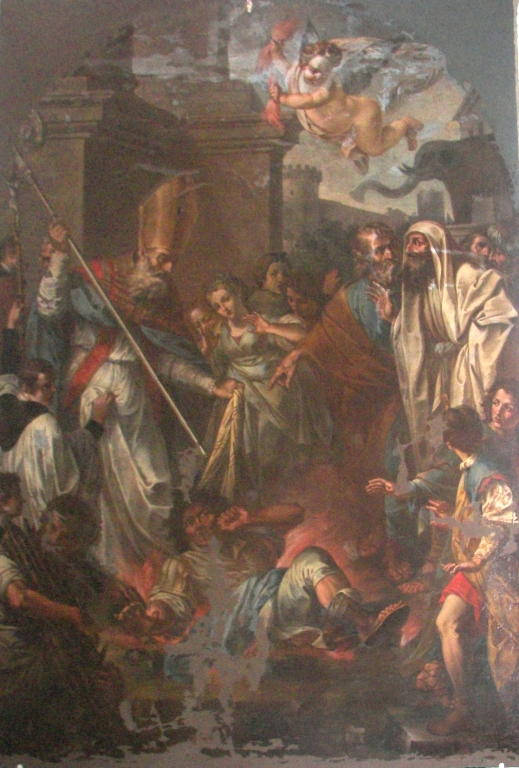
Saint Léon le Thaumaturge qui défait Héliodore le magicien. XVIIIe siècle.

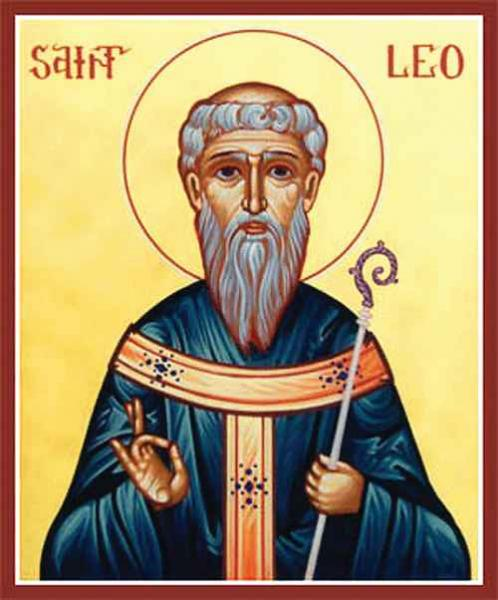
Icône de Léon de Catane.

Son hagiographie relate plusieurs miracles, dont celui-ci : étant évêque de Catane, il rencontre un homme du nom d'Éliodore qui se dit « magicien » et qui réalise (d'après les hagiographe) des « faux-miracles ». Léon tente de le convertir à la foi chrétienne, mais sans succès. Un jour le magicien entre dans l'église pendant que Léon y célèbre la messe. Un grand tumulte se crée dans l'assemblée. L'évêque se saisit alors de l'homme, lui entoure le cou de son étole et le tire hors de l'église. Le magicien est condamné au bûcher. Le jour de l'exécution, l'évêque monte avec le condamné sur le bûcher et fait exécuter la sentence. Le magicien périt brûlé, Léon redescend indemne. C'est à la suite de ce « miracle » que l'empereur byzantin demande à le voir, et le fait venir à Constantinople pour « voir ses dons de thaumaturge ». 
Après sa mort, un autre miracle est rapporté : une femme, souffrant de pertes de sang continuelles se rend sur son tombeau, et se trouve automatiquement guérie.
Considéré comme saint par les Églises catholiques et orthodoxes, sa mémoire liturgique est célébrée le 20 février,.